# 고이데역
고이데역(일본어: 小出駅, こいでえき)은 일본 니가타현 미나미우오누마시에 있는, 동일본 여객철도의 철도역이다. 조에쓰선이 지나가며, 다다미선의 시종착역이다.

## 역 구조
지상역으로, 승강장은 단식 1면 1선과 섬식 2면 4선이 있다. 각 승강장은 과선교로 이어져 있다.
우라사역이 관리하며, 역 업무는 JR 니가타 비즈니스가 대신 하고 있다. 오전 7시부터 오후 5시까지 초록 창구를 영업하고 있다. 이 박에, 대합실, 발권기, 화장실 등을 운영하고 있다.

### 승강장
| 1     | ■ 조에쓰선 | 나가오카・니가타역 방면                   |
| 2     | ■ 조에쓰선 | (대피 승강장)                             |
| 3     | ■ 조에쓰선 | 우라사 · 에치고유자와 · 미나카미방면      |
| 4 · 5 | ■ 다다미선 | 오시라카와 · 다다미 · 아이즈와카마쓰 방면 |

## 사진

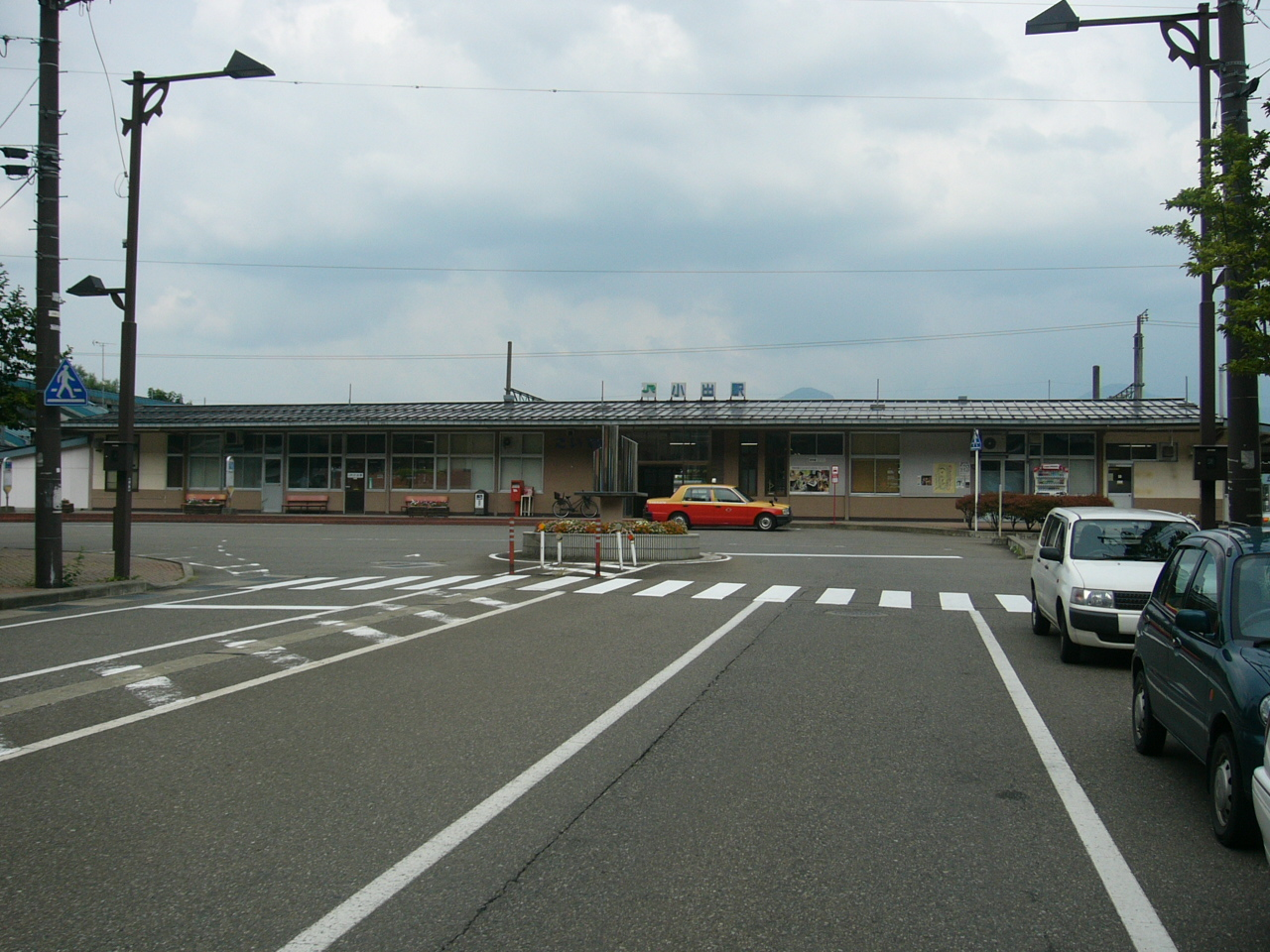
구 역사 (촬영 : 2006년 8월)
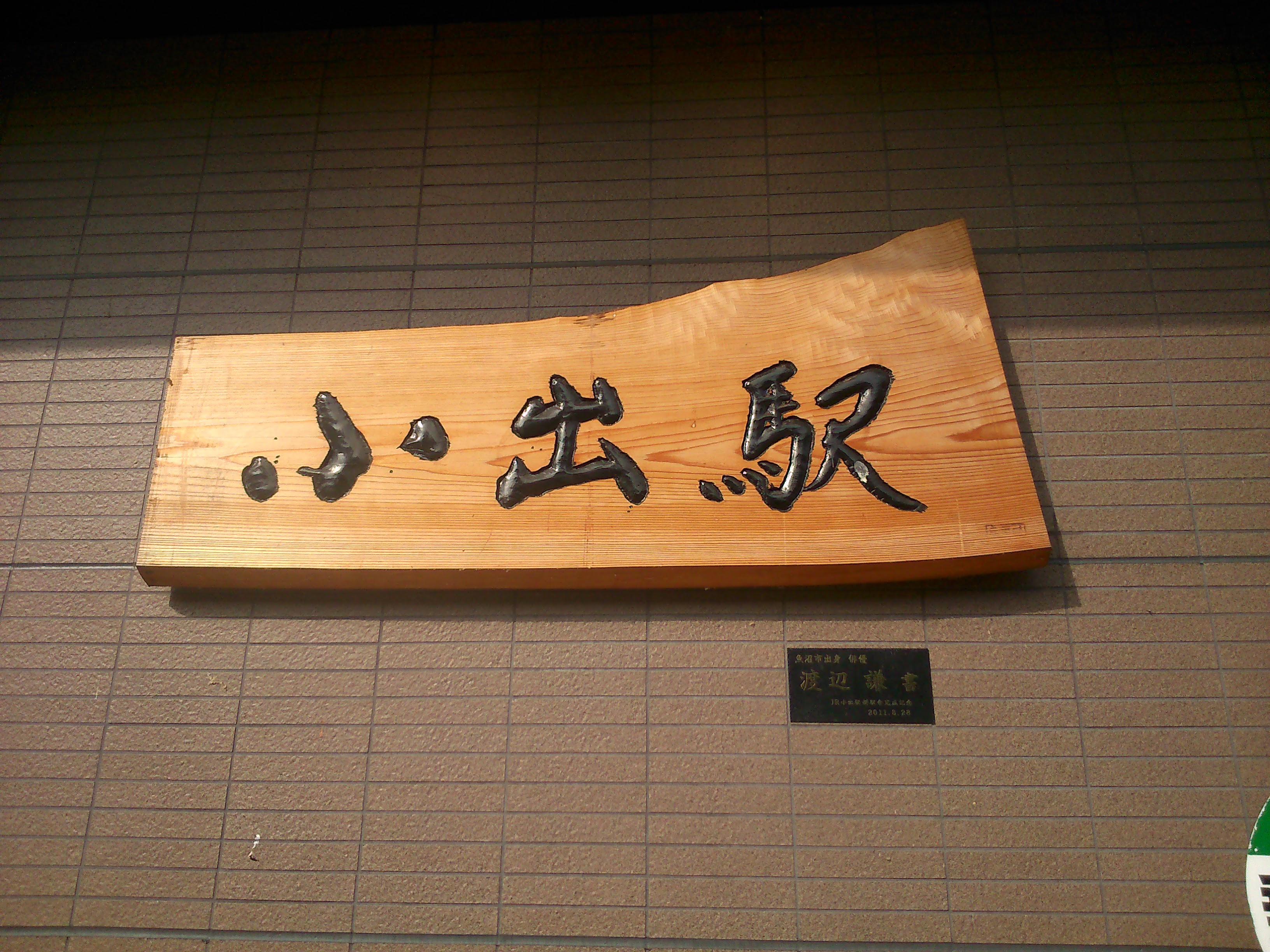
역명 표시
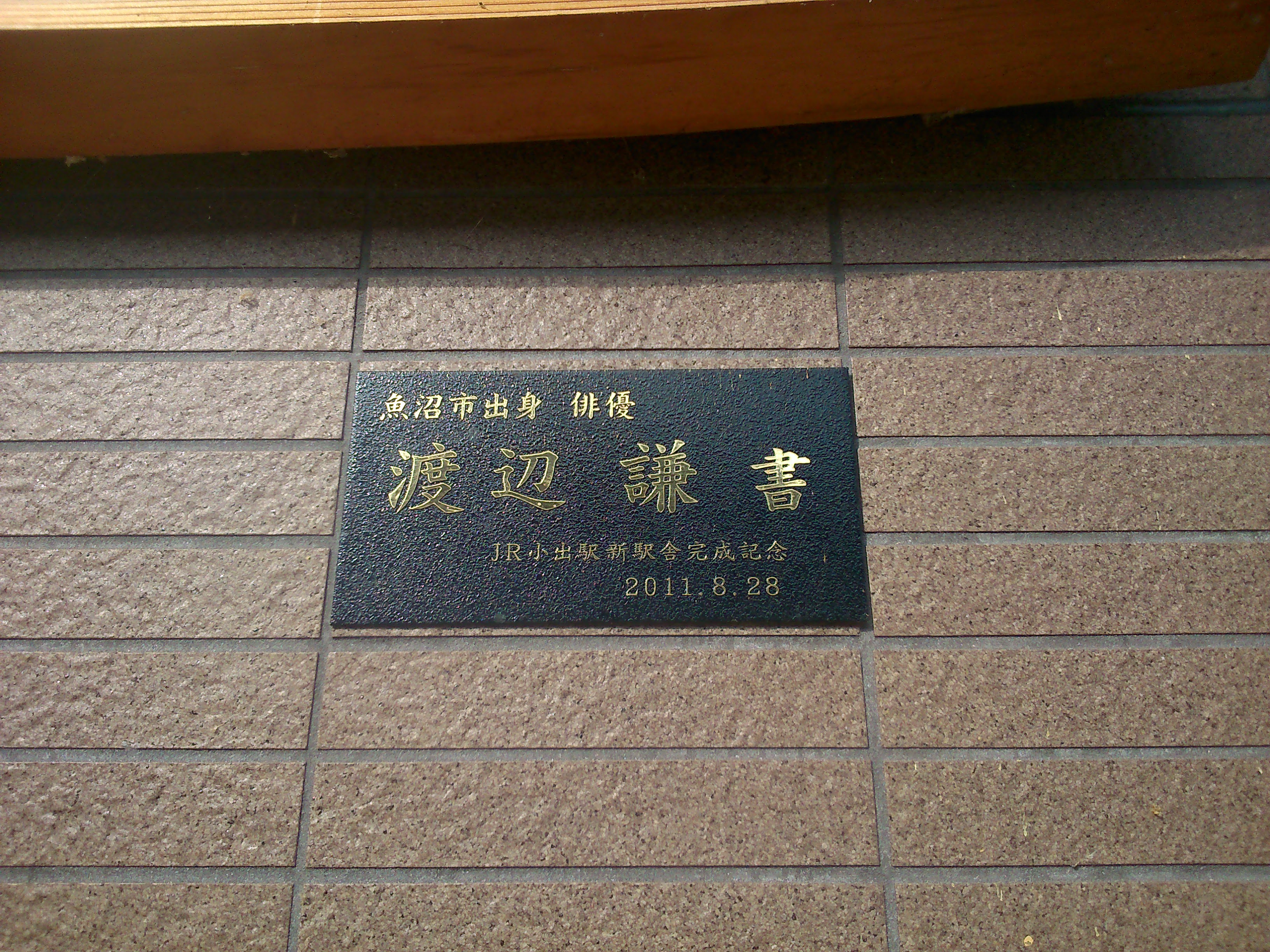
할리우드 영화 배우・와타나베 켄이 쓴 것을 나타내는 간판
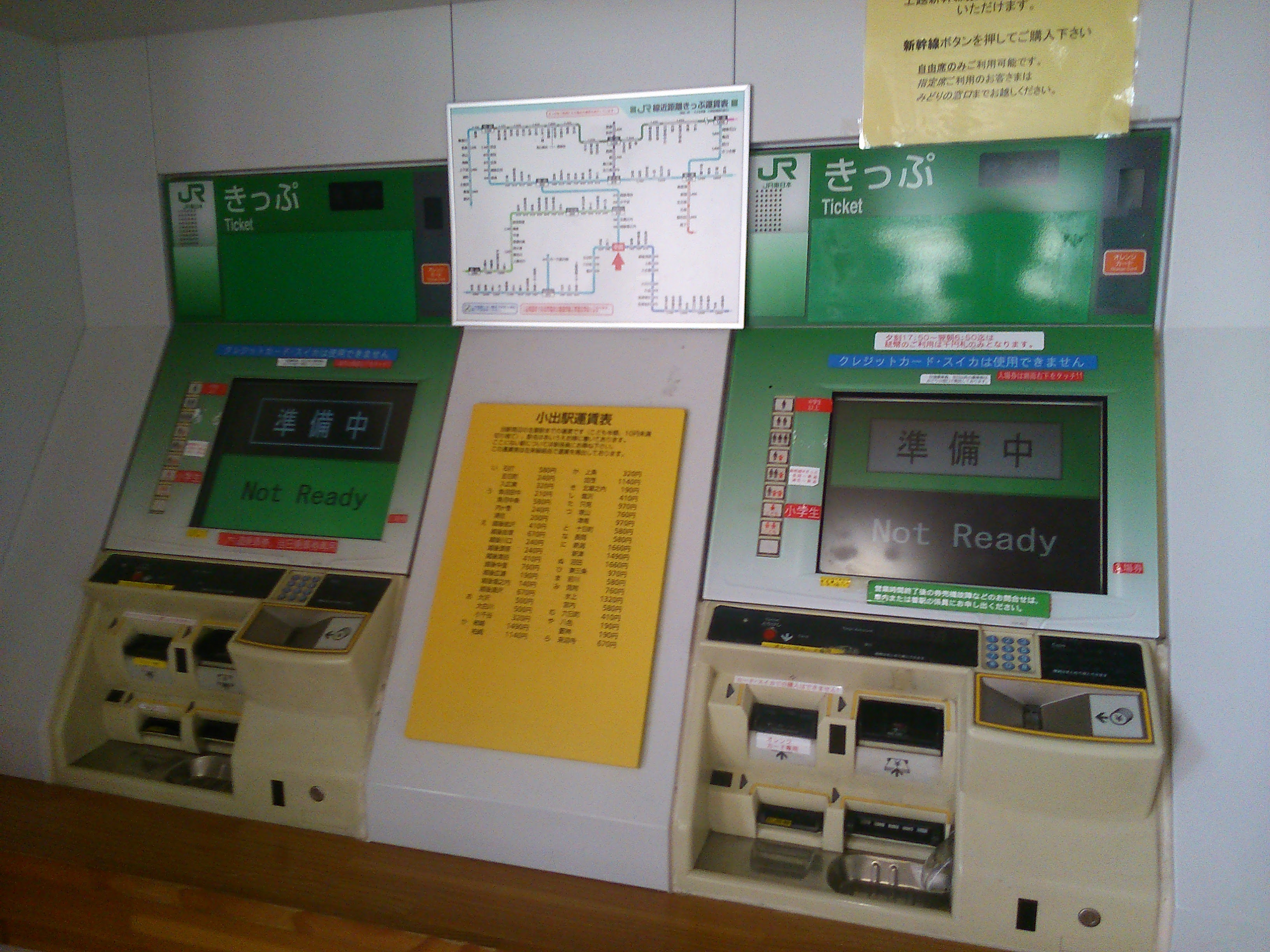
자동 매표기
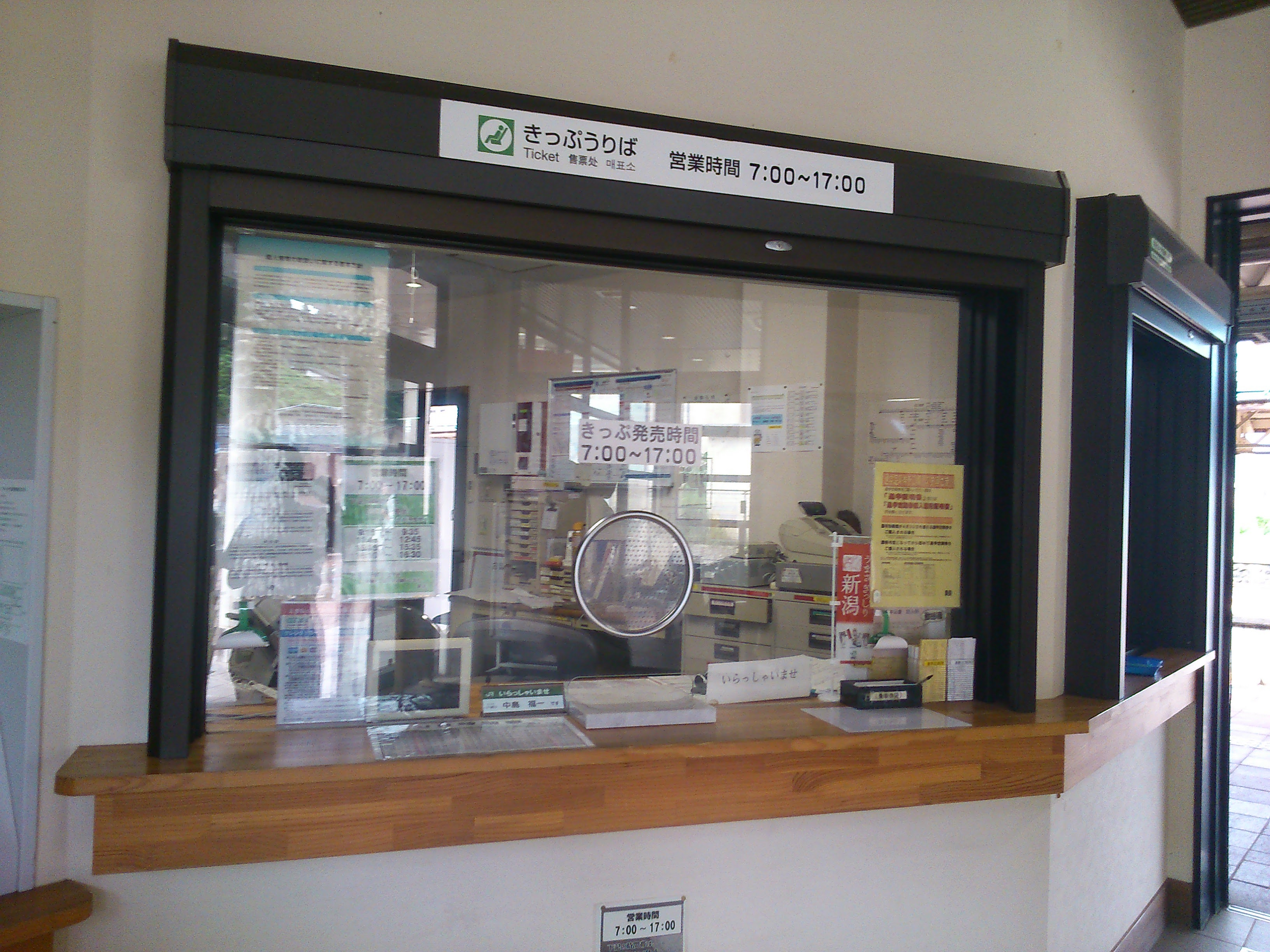
미도리의 창구 (왼쪽)과 개찰구 (오른쪽)
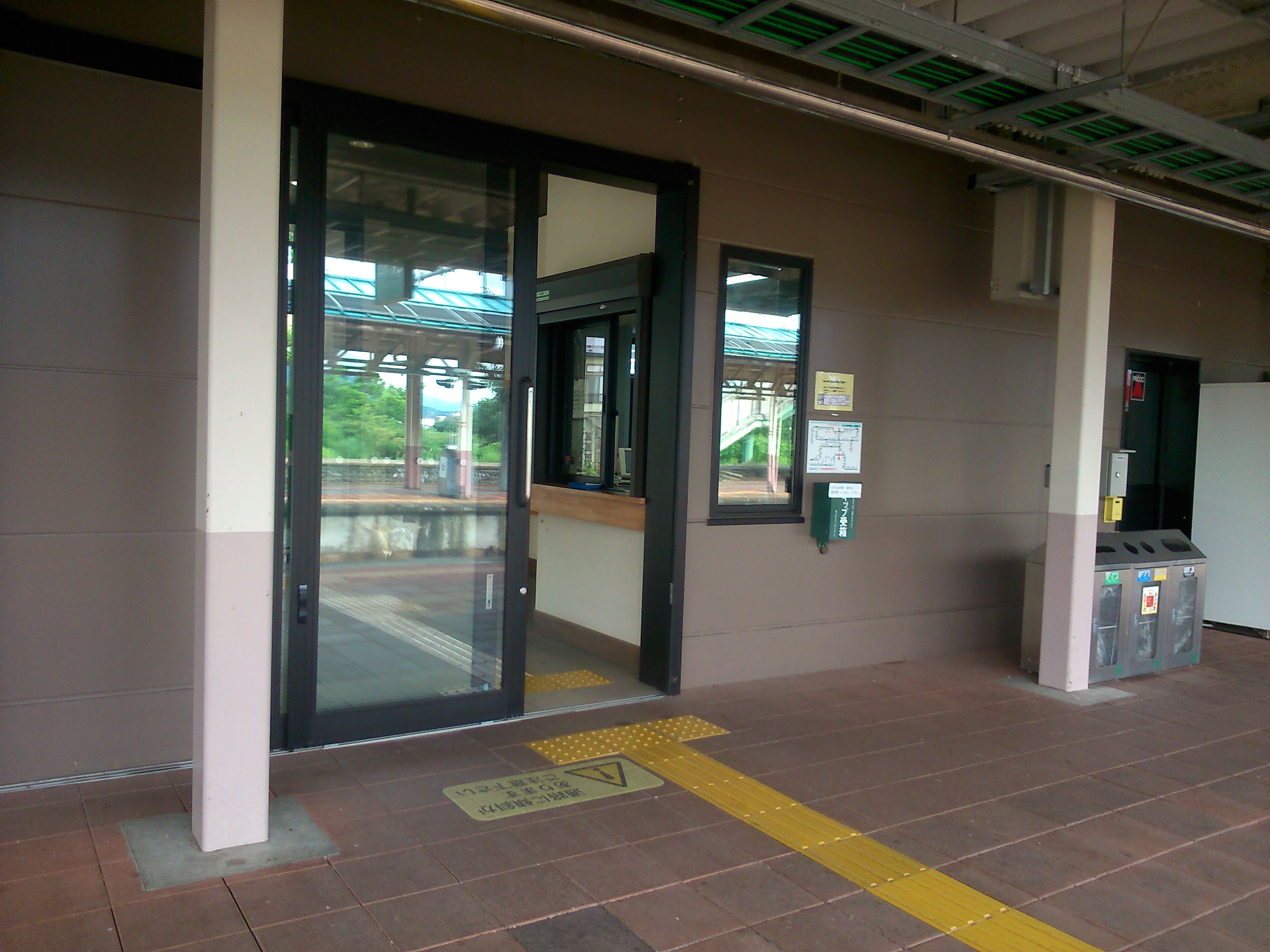
개찰구
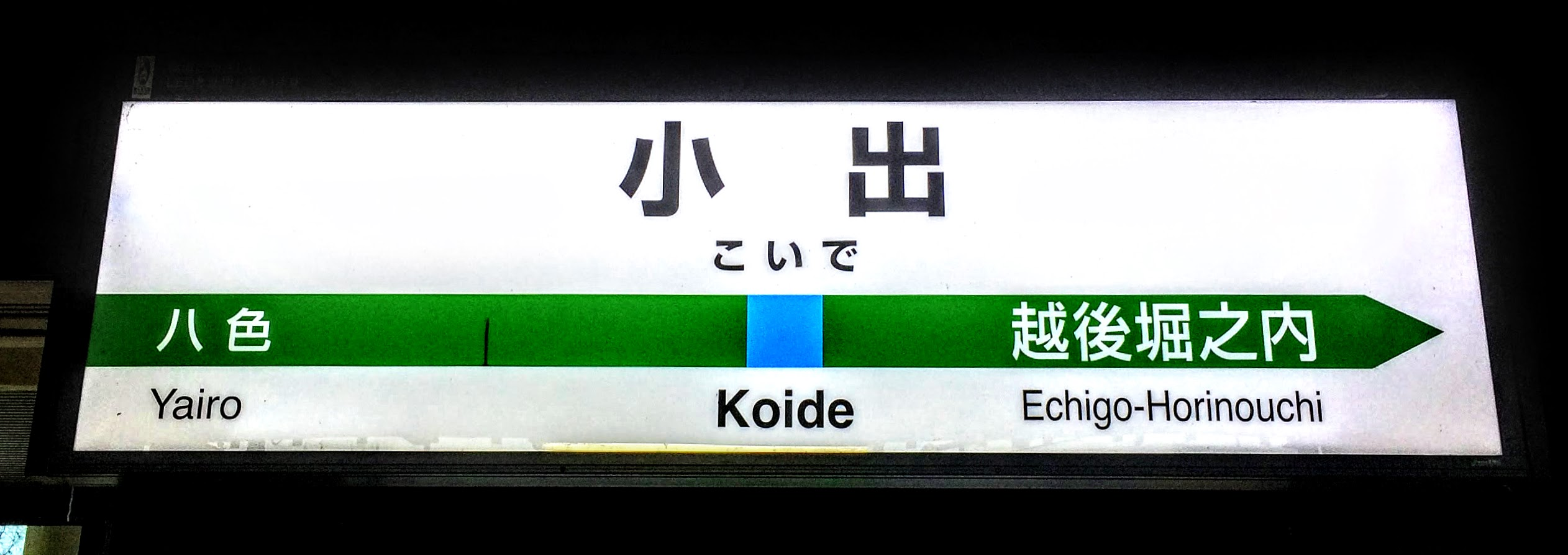
역명판（LED형태）
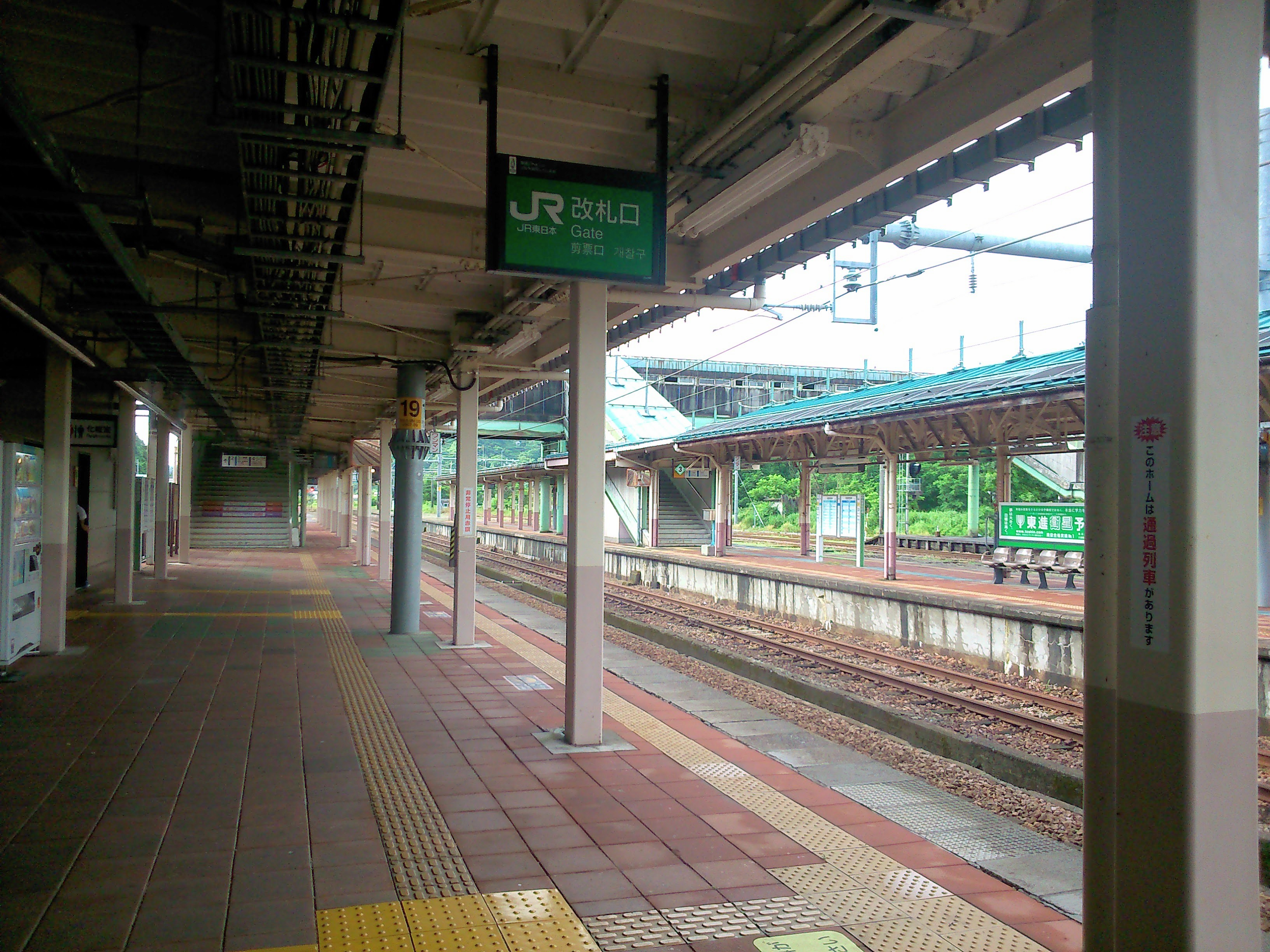
플랫폼
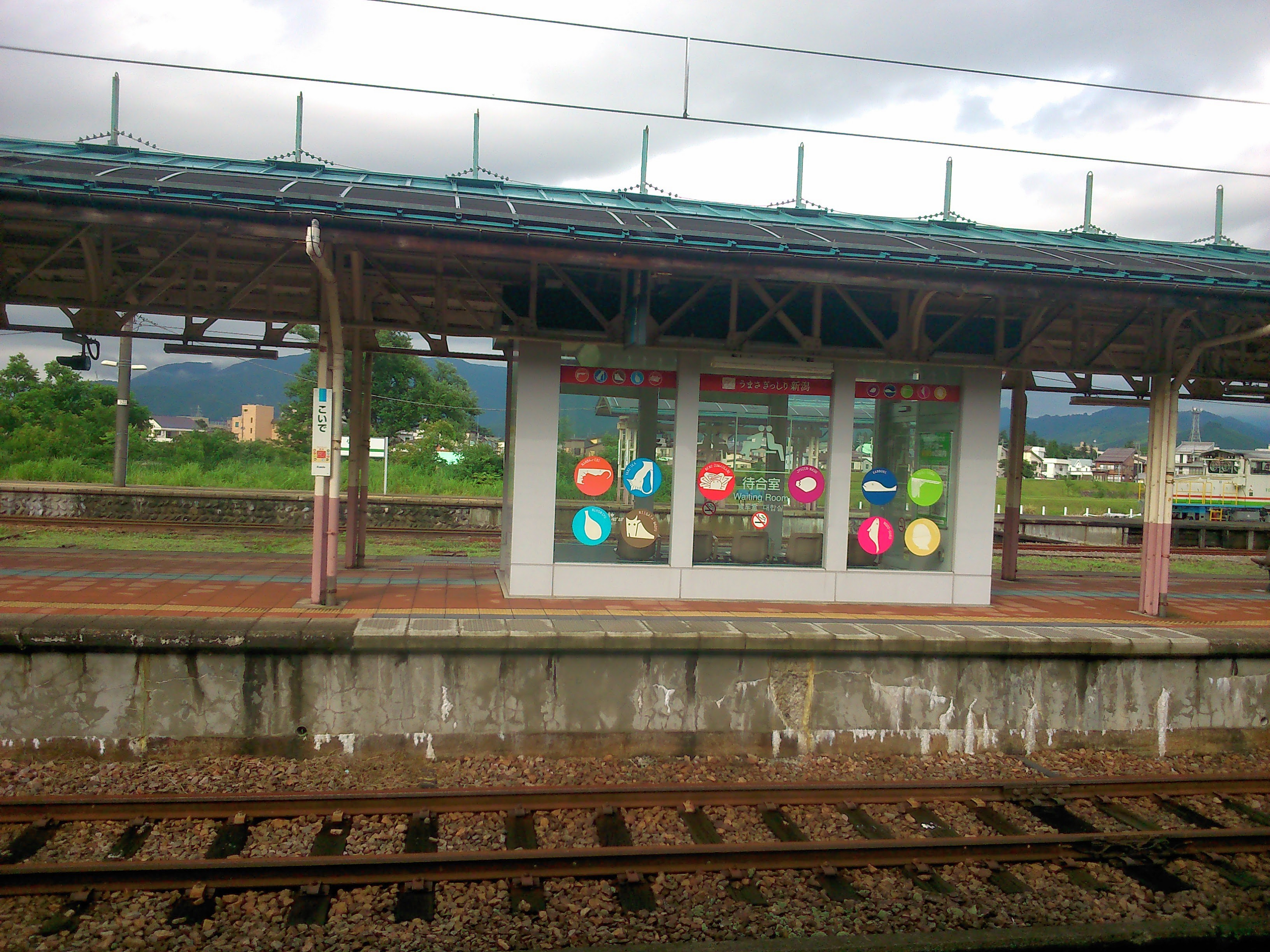
대기실

## 역세권 정보
- 고이데 스키장
- 국도 제17호선
- 국도 제352호선

## 역사
- 1923년 11월 18일 - 일본국유철도 조에쓰호쿠 선의 역으로 개업하였다.
- 1931년 9월 1일 - 조에쓰 선이 미나카미역까지 연장되었다.
- 1987년 4월 1일 - 민영화에 따라 동일본 여객철도의 소속이 되었다.

## 인접역
| 동일본 여객철도 조에쓰선     | 동일본 여객철도 조에쓰선 | 동일본 여객철도 조에쓰선              |
| ---------------------------- | ------------------------ | ------------------------------------- |
| 야이로 다카사키 방면         | ■ 보통                   | 에치고호리노우치 나가오카·니가타 방면 |
| 동일본 여객철도 다다미선     |                          |                                       |
| 야부카미 아이즈와카마쓰 방면 | ■ 보통                   | 시·종착역                             |